# 勝山市立北郷小学校
勝山市立北郷小学校（かつやましりつ きたごうしょうがっこう）は、福井県勝山市北郷町に所在する公立小学校。2014年からユネスコスクール加盟校。勝山市内の他の公立小学校と同様に持続可能な開発のための教育（ESD）に注力している。NIE実践指定校。

## 特色
ユネスコスクール認定に先駆けて、2012年度に第20回環境自治体会議が勝山市で開催されることを踏まえ、市内の小中学校では2010年度から環境教育が実施された。北郷小学校では毎月の3日・13日・23日・30日・31日にアルミ缶とペットボトルキャップを資源として回収している。ユネスコスクール加盟後にはESD教育に注力。2019年には畝見川や岩屋川の水質調査、九頭竜川のアユやサクラマスの観察など、環境学習を行った。農業における鳥獣害防除の取り組みも実施した。続く2020年にも畝見川の動植物調査を行い、河川環境の保全について学習した。
NIE実践指定校でもあり、2020年度は新型コロナウイルス感染症対策を巡る新聞記事を題材に、6年生が子ども・高齢者・医療従事者・飲食店・旅行会社などの視点から社会を考察した。